# Mansystems
Mansystems − spółka informatyczna o zasięgu międzynarodowym, założona w roku 1991 w Holandii. Zajmuje się budowaniem, wdrażaniem i integracją nowoczesnych technologii aplikacyjnych oraz świadczeniem usług konsultingowych. Szczególnym obszarem zainteresowania Mansystems jest service management (zarządzanie usługami) budowa organizacji usługowych (servicedesk) w oparciu o sprawdzone metodologie i aplikacje (ITIL, service management, planowanie, raportowanie). Mansystems zatrudnia obecnie w swoich oddziałach (Holandia i Niemcy) około 100 specjalistów.
Firma jako jedna z pierwszych w Europie uzyskała status partnera BMC Remedy.

## Misja
Mansystems znalazła się w grupie nielicznych firm branży IT, które dostrzegły we wczesnych latach 90. potencjał ITIL i aktywnie wspierały popularyzację tej metodologii w krajach Europy zachodniej i środkowej. Misję tę Mansystems kontynuuje do dziś zaznaczając merytorycznie swoją obecność podczas najważniejszych wydarzeń dotyczących obszaru IT Service Management w Polsce i za granicą, np. I Ogólnopolskie Forum Help Desk, III Help Desk Forum, czy Forum Wsparcia IT.

## Zagadnienia
Firma koncentruje się na usługach dla następujących obszarów:
- banki i firmy ubezpieczeniowe
- operatorzy telekomunikacyjni
- sieci handlowe
- administracja publiczna
- inne

Rozwiązania firmy obejmują:
- systemy wsparcia obsługi użytkowników i klientów – Service desk, Help desk, Call center, Contact Center
- planowanie i harmonogramowanie wykorzystania zasobów przedsiębiorstwa
- zarządzanie aktywami
- inne

## Nowa inicjatywa
Aktualnie Mansystems rozszerza obszar zainteresowania o wpływ informatyzacji na problem zmian klimatycznych, a szczególnie globalnego ocieplenia. Autorskie podejście do zagadnienia i towarzyszące mu rozwiązanie, przyczyniło się do zaklasyfikowania w 2009 roku Mansystems przez niemiecki magazyn IT Management, do grupy najbardziej innowacyjnych w opisanym temacie.
Liczne inicjatywy Mansystems, np. opracowanie, jakie ukazało się w Perspektive Mittelstand oraz bezpłatne forum wymiany doświadczeń dla profesjonalistów branży Open Data Center Measure of Efficiency pozwalają firmie popularyzować nowoczesne podejście do relacji IT – środowisko naturalne.

## Zakończenie działalności w Polsce
Polityka firmy oparta na skupianiu się wyłącznie na współpracy z tymi samymi klientami oraz braku dywersyfikacji produktowej, doprowadziła w drugiej połowie 2010 roku do kryzysu i fali zwolnień w Holandii, jak również w Polsce. W Polsce zwolniono blisko 80% załogi (w tym deweloperów, konsultantów oraz wszystkich handlowców). W ostatnim kwartale 2011 wypowiedzenia otrzymała reszta załogi polskiego oddziału firmy.